# CV-333
La CV-333 es una carretera autonómica valenciana que inicia su recorrido en el enlace con la carretera CV-310 en Bétera y finaliza en el enlace con la carretera CV-25 en Olocau que une Liria y Segorbe. La carretera es competencia de la Generalidad Valenciana.

## Nomenclatura

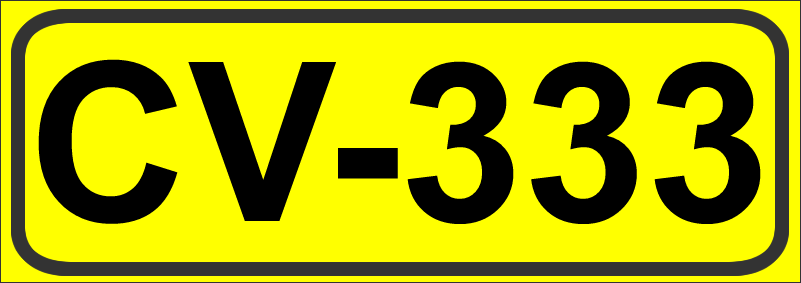
Indicador

La CV-333 pertenece a la red de carreteras de la Generalidad Valenciana. Su nombre viene de la CV (que indica que es una carretera autonómica de la Comunidad Valenciana) y el 333, es el número que recibe dicha carretera, según el orden de nomenclaturas de las carreteras de la Comunidad Valenciana.

## Historia
La CV-333 sustituye a la carretera local V-604 que realizaba el mismo itinerario.

## Trazado
La CV-333 inicia su recorrido en el enlace con la carretera CV-310 que une Godella con Bétera y Torres-Torres, junto a la población de Bétera. A continuación discurre entre diversas urbanizaciones de la zona, aquí enlaza con la CV-331 que se dirige a la Cartuja de Portaceli. Continúa y entra dentro del Parque natural de la Sierra Calderona, finaliza su recorrido en Olocau, en el enlace con la carretera CV-25 que une Liria y Segorbe.
- Datos: Q5737605